# Miragem de São Paulo
Miragem de São Paulo é uma localidade do município de Bebedouro, no estado de São Paulo.

## História
Foi instituída pela inauguração de uma estação de trem entre as cidades de Bebedouro e Olímpia pela Estrada de Ferro de Goiás em 1911. A estação, ao ser inaugurada, chamava-se simplesmente "Miragem", e partir da década de 1950 passou a ser chamada de "Miragem de São Paulo". Passou a fazer parte então do ramal da FEPASA do trecho entre Bebedouro e Nova Granada. Em 1969, com o fim do ramal, a estação foi desativada e demolida.
Hoje constitui um entroncamento onde a Estrada Velha de Botafogo (vicinal resultante do prolongamento da Avenida Pedro Hortal, em Bebedouro) se encontra com a Estrada Nova de Botafogo (trecho da Rodovia Pedro Monteleone, ou Bebedouro-Catanduva).